# Colonia San Isidro, Mexicaltzingo
Colonia San Isidro är ett lantbrukssamhälle i kommunen Mexicaltzingo i delstaten Mexiko i Mexiko. Colonia San Isidro hade 1 803 invånare vid folkräkningen år 2020.
Samhället består av två delar, Ejido Mexicaltzingo de Iturbide och Rancho San Cristóbal.